# Раздорное
Раздорное — село в Красногвардейском районе Белгородской области России. В составе Веселовского сельского поселения.

## География
Село расположено в восточной части Белгородской области, в 8,2 км по прямой к западу от районного центра, города Бирюча. Соседнее село Гредякино практически примыкает с востока.

## История

### Происхождение названия
Село Раздорное было основано в 1637 году северо-западнее стоялого острога в Сосенских раздорах, давших ему имя. Раздоры — место слияния (соответственно, при движении вверх по течению — разделения) двух речных истоков. В данном случае при следовании по Тихой Сосне вверх здесь впадала небольшая река Сосенка (соответственно, водный путь «раздирался» на два).

### Исторический очерк
Село было основано в 1637 году северо-западнее стоялого острога в Сосенских раздорах, давших ему имя. Его первопоселенцами были жители города Усерда, выезжавшие в острог «для береженья от татар» и несения сторожевой службы. Первые два десятилетия заселялось медленно.

Вот как в «Росписи» воеводы Бутурлина описывается местоположение острогов Гредякина-Раздорного и Осинового на Белгородской засечной черте:
«Да от города от Усерда вверх по речке по Сосне до Раздорного стояло острогу 15 верст около его 60 сажен и круг острогу выкопан ров шириной 2 сажени без четверти, да за рвом надолбы двойные с наметками: а в том остроге воды нет, а ходят для воды к реке Сосне сажен 60. В том остроге Усерда стоят головы, а с ними черкасы стоят по 15 человек, да по пушкарю, а переменяются понедельно. Да в том же остроге для приходу воинских людей (татар) по вся годы до больших снегов устроены бывают две пищали медныя, да к тем пищалям по 25 ядер, да два пуда зелья».
Далее в «Росписи» воеводы Бутурлина имеется упоминание про будущий административный центр сельского поселения, в которое ныне входит село Раздорное:
«Да от того Раздорного острогу вверх по Сосне за Сосенскую плотину в десяти верстах устроен стоялый Осиновый острог: по стене его мерою 72 сажени, а около острогу выкопан ров, глубина рву 1,5 сажени, а ширина рву 3 сажени без четверти, да около рву устроены надолбы дубовые с наметками, а в нём воды нет, для воды ходят в лес сажен с полтритьядцать (25 сажен). А в том остроге стоят с усердским головою осколян ратных людей детей боярских и полковых казаков по 20 человек, да с Усерда пушкарь».
Согласно книге «Бирюч» (с. 119) в 1650 году здесь имелось 54 двора.
В 1859 году — Бирюченского уезда «село казенное Раздорное (Шамыгино) при овраге Репище» «по левую сторону тракта из города Бирюча на город Новый Оскол» — 83 двора, церковь православная.
В 1886 году в селе построен каменный храм во имя Димитрия Солунского.
С июля 1928 года село Раздорное в Буденновском (с 1958 года Красногвардейском) районе — центр Раздоренского сельсовета: села Гредякино и собственно Раздорное и деревня Малиново.
В 1929 году в Раздорном был организован колхоз «Красный май».
В ходе Великой Отечественной войны, летом 1942 года, Раздорное захватили немецкие войска. Освобождение пришло 22 января 1943 года.
В 1950-е годы село Раздорное в составе Веселовском сельсовете.
В 1977 году в селе полностью отреставрирован православный храм, перестроен иконостас.
В 2010 году село Раздорное в составе Веселовского сельского поселения Красногвардейского района.
В 2015 году в селе упразднена школа из-за малого количества учащихся.

## Население
В 1859 году в селе Раздорном 925 жителей (466 мужчин, 459 женщин).
На 1 января 1932 года в Раздорном — 1203 жителя.
В январе 1994 года в селе 275 хозяйств, 705 жителей; в 1997 году — 260 дворов и 693 жителей, в 1999 году — 714 жителей, в 2001 году — 631, в 2002 году — 664.
| 1859 | 1897 | 2002 | 2010 |
| ---- | ---- | ---- | ---- |
| 925  | ↘869 | ↘663 | ↘635 |

## Интересные факты
1 февраля 1943 года раздоренские колхозники обратились с открытым письмом ко всем колхозникам Буденновского района:
«Мы, колхозники сельхозартели села Раздорное, охваченные огромной радостью освобождения нас от гитлеровского рабства, берем на себя обязательства и вызываем на социалистическое соревнование всех колхозников района сейчас же, не теряя времени, приступить к восстановлению колхозного имущества, разрушенного и разграбленного гитлеровскими бандитами, полным ходом развернуть работы по подготовке к весеннему севу, обмолоту хлебов и засыпке семенных и страховых фондов, ремонту сельскохозяйственного инвентаря, сбруи, транспорта. Особое внимание обратим на изыскание внутренних тягловых ресурсов, на подготовку к весне всех лошадей, волов, коров колхоза и колхозников... Освободившись от немецких захватчиков, мы узнали про инициативу, проявленную тамбовскими колхозниками по сбору средств на постройку танковой колонны «Тамбовский колхозник»... мы единодушно решили по примеру тамбовцев организовать сбор средств на постройку танковой колонны «Буденновский колхозник»... Колхозники нашего колхоза здесь же на митинге внесли средства на постройку танковой колонны — 20000 рублей. Всего же решили внести по колхозу 150 000 рублей. Все на разгром немецких оккупантов!»

## Инфраструктура
По состоянию на 2005 год в селе Раздорном имелась основная общеобразовательная школа (упразднена в 2015 году), церковь Дмитрия Солунского, государственный и частный магазины, почтовое отделение, ферма.